# Plagiothecium latebricola
Plagiothecium latebricola là một loài Rêu trong họ Plagiotheciaceae. Loài này được Schimp. miêu tả khoa học đầu tiên năm 1851.